# Марки России периода Гражданской войны
Марки России периода Гражданской войны включают в себя выпуски знаков почтовой оплаты местных и военных администраций на территории России в годы Гражданской войны (1918—1922), помимо почтовых и других марок РСФСР. Выпуски периода гражданской войны — это чаще всего надпечатки. В основном они производились для переоценки имеющихся запасов марок неходовых номиналов или же как контрольные для подтверждения принадлежности созданным административным образованиям. Реже производились выпуски марок оригинальных рисунков.
| |
| Страница каталога «Скотт» (том 5, секция марок России), показывающая в числе других выпуски периода Гражданской войны |

## Выпуски Северо-Западной армии
Формирование Северной армии началось в октябре 1918 года в районе Пскова, на территории, оккупированной германскими войсками. Однако в результате наступления Красной Армии в Прибалтике в ноябре 1918 года войска Северной армии понесли большие потери и были сведены в корпус. В начале декабря корпус отступил на территорию Эстонии, перейдя в подчинение главнокомандующего Вооружёнными силами Эстонии. Штаб корпуса стал называться Северным.
24 февраля 1919 года приказом по Северному корпусу № 47 войска корпуса, действовавшие на псковском направлении, временно стали именоваться Псковским отрядом. В мае 1919 года части корпуса начали наступление на Петроград. 1 июня 1919 года приказом по Северному корпусу № 112 он был переименован в Отдельный корпус Северной армии (ОКСА). Командиром ОКСА был назначен генерал А. П. Родзянко.
5 июня 1919 года приказом Верховного правителя А. В. Колчака главнокомандующим Российскими вооружёнными сухопутными и морскими силами в Прибалтийском районе был назначен генерал от инфантерии Н. Н. Юденич. 19 июня 1919 года, в связи с выходом корпуса из подчинения эстонскому командованию и увеличением числа его частей, приказом по корпусу № 123-а, он был развернут в Северную армию, переименованную 1 июля того же года в Северо-Западную армию.

#### Надпечатка на имперских марках

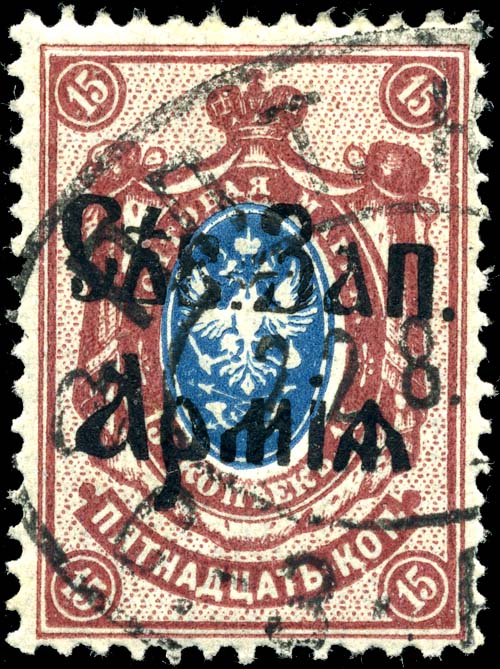
Фальшивая марка Северо-Западной армии

1 августа 1919 года Северо-Западная армия, действовавшая в районе Пскова, произвела контрольную литографскую надпечатку церковно-славянским шрифтом в две строки «Сѣв. Зап. Арміѧ» чёрной или красной краской на марках Российской империи 17-го, 19-го и 21-го выпусков. Надпечатка была произведена литографом Матвеевым в городе Пскове.

#### Выпуск Отдельного корпуса
В том же 1919 году ОКСА выпустил серию из пяти марок оригинального рисунка (Mi #15—19; Yt #1—5). Марки были без зубцов, отпечатаны типографским способом на простой и тонкой бумаге. На них изображены значок Особого корпуса Северной Армии и дана аббревиатура его названия «ОКСА».
Марки издавались значительными тиражами, не вызывавшимися потребностями почты, частично даже после разгрома Красной Армией отрядов Юденича. Известны на почтовых отправлениях, в основном филателистического характера с гашениями преимущественно круглым штемпелем «Молосковицы СПБ г.».
| Почтовые марки ОКСА (1919) |
| -------------------------- |
|                            |
| (Mi #15—19; Yt #1—5))      |

## Выпуски Западной добровольческой армии
8 февраля 1919 года полковник Авалов-Бермондт отдаёт приказ о формировании Партизанского коннопулемётного отряда. 4 марта отряду присваивается имя графа Келлера. В мае Либавский (Ливенский) отряд князя Ливина, отряды полковников Авалова-Бермондта и Вырголича были объединены в Западный корпус Северо-Западной Армии под командованием князя Ливена. 9 июля генерал Юденич издаёт приказ о переводе Западного корпуса на нарвский фронт, но Авалов-Бермондт и Вырголич отказываются выполнить приказ. В тот же день полковник Авалов-Бермондт преобразовывает свой отряд в Западный добровольческий генерала от инфантерии графа Келлера корпус. 5 сентября генерал Юденич назначает Авалова-Бермондта Командующим Западной добровольческой армией (ЗДА).
21 сентября граф фон дер Гольц и Авалов-Бермондт заключают соглашение о вхождении немецких войск, находящихся в Курляндии, в состав ЗДА. 6 октября военнослужащие Железной дивизии, Германского легиона и Добровольческого корпуса фон Плеве вступают добровольцами в ЗДА. С этого момента они носят на левом рукаве эмблему ЗДА православный крест, а на фуражке — русскую кокарду. Таким образом, под началом Авалова-Бермондта оказались 40 тысяч немецких солдат и 15 тысяч русских.
6—7 октября начинаются столкновения между латышскими войсками и ЗДА, которая начинает наступление на Ригу и даже входит в её предместья, но взять Ригу ей не удалось. 16 октября ЗДА начинает отступление и 21 ноября армия оставляет Митаву (ныне Елгава). К середине декабря ЗДА ушла в Германию, где и была интернирована.
Во время существования Западной добровольческой армии было изготовлено четыре выпуска почтовых марок.

### Выпуски Давыдова
Генерального штаба генерал-майор Давыдов был назначен Аваловым-Бермондтом генералом для поручений штаба СЗА и будучи филателистом организовал изгототовление двух первых выпусков марок ЗДА. По свидетельству Авалова-Бермондта он взял себе хорошую часть выпущенных марок в качестве платы за труды:
Передъ своимъ отъѣздомъ генералъ Давыдовъ устраиваетъ еще какую то комбинацію съ печатаніемъ почтовыхъ марокъ, за что и получаетъ значительное количество ихъ отъ Военнаго Губернатора занятыхъ арміей областей, на общую сумму около 300000 мар.
(Из воспоминаний князя Авалова.)
Первый выпуск был исполнен двумя ручными печатями, заказанными в гравировальной мастерской Гинзбурга, капитаном Зевальдом под личным наблюдением генерала. Надпечатки второго выпуска были сделаны в типографии Стеффенгагена (Steffenhagen):

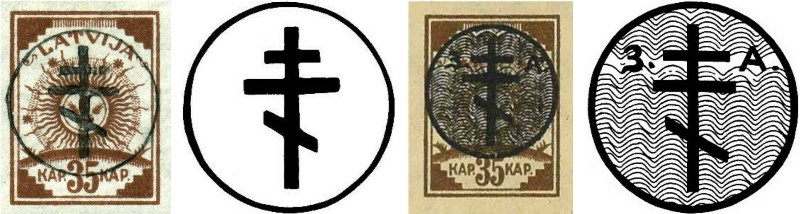
Выпуски генерал-майора Давыдова (первый и второй)

### Выпуск Куна
Этот выпуск с очень большой долей вероятности никакого отношения к ЗДА не имеет, так как его производством занимался судья Кун, который в одной из своих статей заявил, что марки были выпущены «Комитетом латвийского самоуправления», о чём должны свидетельствовать буквы «L» и «P» («Latvijas Pārvalde»), расположенные на надпечатках по обе стороны креста (эмблема ЗДА):

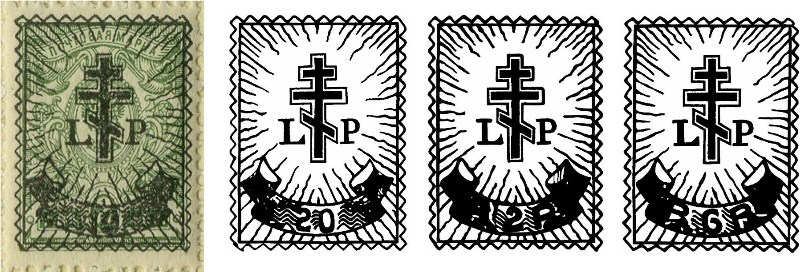
Выпуск судьи Куна

Попытка найти сведения об этом «Комитете» потерпела фиаско. Кроме того, судья Кун пишет, что для выпуска марок были закуплены в Либаве (сейчас Лиепая) марки Российской Империи, что вызывает серьёзнейшие сомнения, поскольку между Аваловым-Бермондтом и Латвией шла война, а Либава находилась на латышской территории. Следует также учесть, что марки были изготовлены во время отступления СЗА и никакой нужды в них уже не было.

### Выпуск Реммера
Последний выпуск ЗДА долгое время считался в лучшем случае спекулятивным, а в худшем — фантастическим. Публикация архива Гуверовского института позволила выяснить происхождение этих марок. Оказалось, что они действительно были заказаны начальником Политического отдела ЗДА А. Реммером вместе с гербовыми марками по распоряжению Авалова-Бермондта от 2 октября 1919 года.
| Выпуск А. Реммера: почтовые марки |
| --------------------------------- |
|                                   |
| То же: гербовые марки             |
|                                   |

Марки были отпечатаны в литографии Гоца (Берлин) тиражом 9—10 млн экземпляров, но в обращение не поступили, так как после начала наступления Авалова-Бермондта на Ригу были арестованы немецкой полицией. 260 000 гербовых и почтовых марок сохранились, поскольку были переданы капитану Гершельману для доставки в Митаву.
Интересно, что марки (и возможно печатные формы), проданные Гоцем торговцу из Гамбурга явно более низкого качества, чем марки, объявленные д-ром Серезой подделками F1, но последние исследования показывают, что именно они являются подлинными марками выпуска. Эти марки попадаются достаточно редко, поэтому с достаточно большой долей уверенности можно предположить, что сохранилась лишь небольшая часть марок, бывших в распоряжении капитана Гершельмана. Остается также предположить, что Гоц решил покрыть убытки, понесённые при печати марок ЗДА, и изготовил новые печатные формы, с которых и печались марки, всё ещё считающиеся подлинными. Впрочем в двух статьях, опубликованных Джоном Иаковино в 2011 году, утверждается, что подлинными являются марки F1.

## Выпуски Северной Ингрии
Сразу же после Октябрьской революции 1917 года северная часть Ингерманландии при поддержке Финляндии, провозгласила государственный суверенитет, с образованием Республики Северная Ингрия со столицей в деревне Кирьясало (ныне Всеволожский район Ленинградской области). Государственность Северной Ингрии существовала в 1918—1920 годах.
В 1920 году были эмитированы две серии почтовых марок, которые использовались в местном почтовом обращении и переписке с Финляндией до 5 декабря 1920 года.
| Второй выпуск почтовых марок Северной Ингрии (1920) |
| --- |
| |
| 10 пенни — герб региона, 30 пенни — жнец, 50 пенни — земледелец, 80 пенни — доярка, 1 марка — уборка картофеля, 5 марок — горящая кирха, 10 марок — крестьяне, играющие на цитре (Mi #8—14; Yt #8—14) |

## Юг России
На территории Юга России в 1918—1922 годах местные и военные администрации эмитировали собственные знаки почтовой оплаты. Известны выпуски Области Войска Донского, Кубанской области, Сочи, Мариуполя, Крымского краевого правительства, Правительства Юга России генерала Врангеля, а также Особого совещания при Главнокомандующем Вооружёнными силами Юга России генерале Деникине.

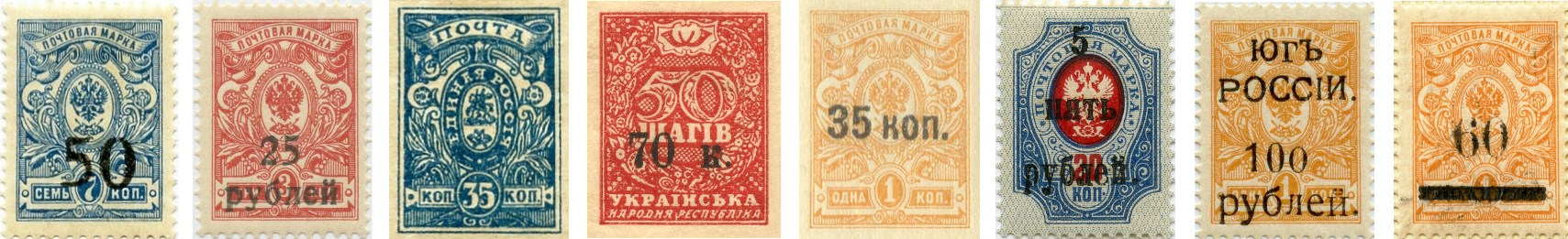
Выпуски Юга России

## Сибирь и Дальний Восток

### Выпуск Омского правительства
В сентябре или октябре 1919 года Омским правительством адмирала А. В. Колчака была произведена эмиссия из шести марок с зубцами и четырёх — без зубцов (Mi #1A—4B; Yt #1—10) на марках Российской империи 17-го и 21-го выпусков с надпечаткой нового номинала. Надпечатки производились в Экспедиции заготовления государственных бумаг Омского правительства в Омске.

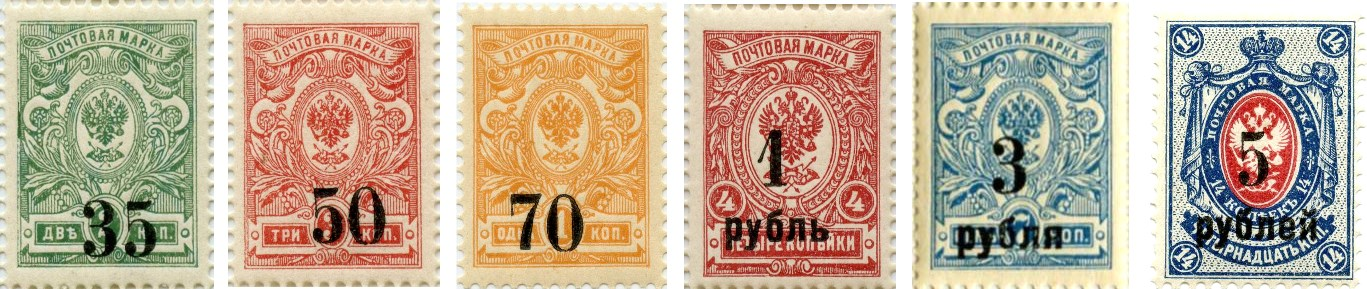
Выпуск Омского правительства (адмирала Колчака)

Марки были в обращении на всей территории Сибири до конца 1920 года.

### Выпуск Семёнова
4 января 1920 года адмирал Колчак передаёт своим указом атаману Семёнову всю полноту военной и гражданской власти на всей территории Российской Восточной Окраины и на основании этого указа атаман Семёнов 16 января 1920 года объявил о создании Правительства Российской Восточной Окраины (ПРВО). 2—3 марта 1920 года войска Красной армии совместно с партизанскими частями заняли Верхнеудинск (с 1934 года Улан-Удэ) и под контролем атамана Семёнова оказалась только часть Забайкалья с центром в Чите. 22 октября части Народно-революционной армии Дальневосточной Республики заняли Читу. Таким образом, власть атамана Семёнова на территории Забайкалья существовала с 4 января по 22 октября 1920 года.
Ясно, что только в этот период времени Читинская почтово-телеграфная контора могла принять самостоятельное решение о надпечатывании марок Российской Империи, так как до образования ПРВО она входила в почтовое ведомство Омского правительства и должна была использовать марки его выпуска или марки Российской Империи. Из этого следует, что использование названия «Выпуск атамана Семёнова» является вполе правомерным, хотя название «Выпуск Правительства Российской Восточной Окраины» и является более точным.

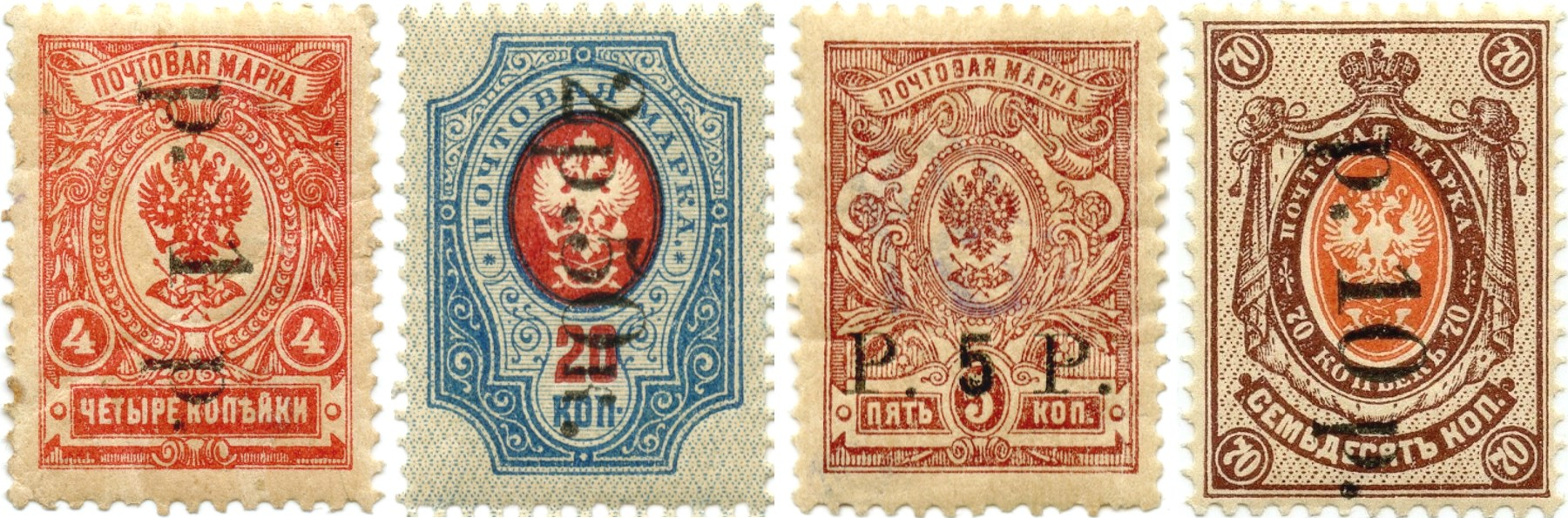
Выпуск атамана Семёнова

А. И. Погребецкий в своей книге пишет:
Государственная казна атамана Семёнова не обладала собственным запасом денежных знаков и с перерывом формальной связи с Западом перед правительством Читы встал вопрос о собственной эмиссии.
После обсуждения вопроса об эмиссии в совещаниях при атамане, 30-го января 1920 года был издан закон о местной эмиссии и Читинскому Отделению Государственного Банка распоряжением правительства предложено было приступить к изготовлению и выпуску „бон Читинского Отделения Государственного Банка“ достоинством в 100 и 500 рублей…

За период власти атамана в обращение были выпущены не только особые дензнаки, но и почтовые марки, с особым местным графом. Этим правительство имело целью обязать отправителей корреспонденции приобретать знаки почтовой оплаты из казны по твёрдой расценке, а не пользоваться, приобретёнными ранее за бесценок на „голубки“ и сибзнаки, почтовыми марками.
Боны получили прозвище «голубки» и понятно, что должно было пройти некоторое время после начала их выпуска, чтобы встал вопрос о почтовых марках, так что выход в обращение выпуска атамана Семёнова в июне месяце 1920 года представляется вполне резонным, тем более, что самое раннее из известных почтовых отправлений датировано июнем месяцем 30-м числом.

### Временная земская власть Прибайкалья
2—3 марта 1920 года войсками Красной Армии был занят город Верхнеудинск. Здесь было образовано «Временное Верхнеудинское земское правительство» (или Временная земская власть Прибайкалья — ВЗВП). Вскоре Верхнеудинское правительство эмитировало собственные денежные знаки — на кредитные билеты, заказанные Временным правительством в США и застрявшие в Иркутске, был наложен типографским способом гриф «Временная Земская власть Прибайкалья», внизу в картуше было помещено изображение плуга на фоне восходящего солнца.
Вероятно в то же самое время были сделаны аналогичные надпечатки зеленовато-чёрной краской на марках Российской империи 17-го, 19-го, 21-го и 22-го выпусков, а также на первых марках РСФСР (ЦФА [АО «Марка»] № 1—2), поскольку ВЗВП нуждалась не только в денежных знаках, но и в почтовых марках. Кроме марок с надпечатками ВЗВП известны также открытки, письмо-секретка и почтовая обёртка. ВЗВП просуществовала чуть больше месяца и марки в обращение не поступили.

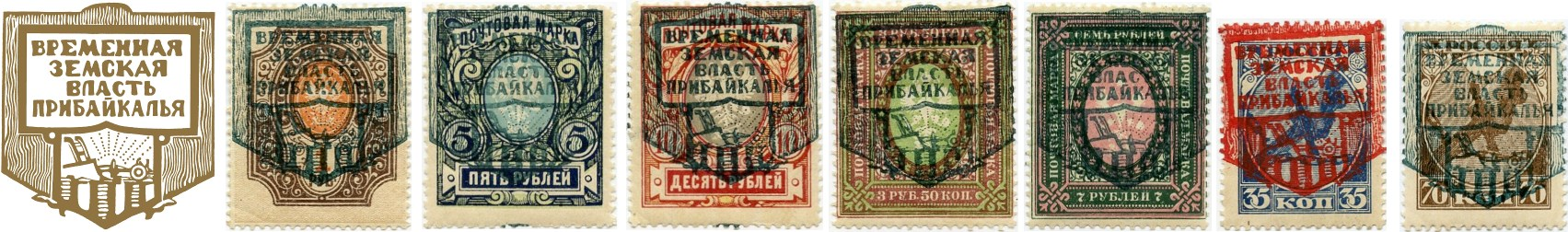
Выпуск Временной земской власти Прибайкалья

Штемпели, найденные на гашёных марках и почтовых отправлениях, датированы ноябрём 1921 года, что является исключительно корректным использованием этих марок, так как запас имперских марок и марок выпуска атамана Семёнова был к тому времени исчерпан, а Читинский выпуск ДВР появился лишь в декабре. Известны штемпели Верхоленска, Селенгинска, Челябинска и Читы. Все штемпели подлинные. Например, штемпель Читы показан в книге П. Е. Робинсона «Сибирь. Почтовые штемпели и почтовая история периода Российской Империи» с датой «11 мая 1916 года», то есть он использовался ещё до революции. Штемпель Селенгинска выполнен по новой советской орфографии без «Ъ» на конце слова.
Письма, посланные из Верхнеудинска, — явно филателистические, поскольку они франкированы семью разными марками. Оплата других почтовых отправлений соответствует тарифам того времени (20 руб. — заказное письмо, 7 руб. — заказная открытка и 3 руб. 50 коп. — простая открытка).

### Приамурское государственное образование

#### Выпуски временного правительства

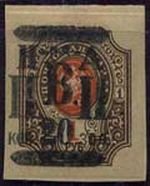
Марка Приамурского временного правительства первого выпуска, 1921

В 1921—1922 годах руководящий орган Приамурского государственного образования — Приамурское Временное правительство (ПВП), под председательством С. Д. Меркулова, эмитировало два выпуска почтовых марок. Первый выпуск состоялся в 1921 году и предназначался для Николаевска-на-Амуре. Надпечатка ручным штемпелем чёрной краской аббревиатуры «Н. на А. П. В. П.» («Николаевск-на-Амуре. Приамурское временное правительство») и новой стоимости была сделана на марках Российской империи 17-го, 19-го, 20-го, 21-го и 22-го выпусков, а также на марках второго почтово-благотворительного выпуска 1914 года. Известны марки с гашением Николаевска-на-Амуре, дата на штемпеле проставлялась вручную, так как зависела только от прибытия теплохода. Сохранились единичные почтовые отправления во Владивосток, куда письма доставлялись на судах  в период навигации. Особенности выпуска позволяют предполагать его коммерческий характер (однако этому противоречит редкость подлинных марок, особенно с почтовыми гашениями).
26 мая 1922 года ПВП выпустило юбилейную серию из четырёх марок, в память первой годовщины своего создания. Типографская надпечатка чёрной краской аббревиатуры «ПВП» и даты «26/V 1921—1922» ставилась на марках Дальневосточной республики (ДВР). Марки находились в обращении всего четыре дня.
| Юбилейные марки Приамурского временного правительства (1921) |
| ------------------------------------------------------------ |
|                                                              |
| (Mi #22—24; Yt #19B—19D)                                     |

#### Выпуски земского края

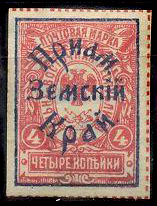
Почтовая марка администрации Приамурского земского края первого выпуска, 1922

23 июля 1922 года Правителем Приамурского государственного образования стал генерал М. К. Дитерихс. Своим указом № 1 он переименовал Приамурское государственное образование в Приамурский земский край (ПЗК). До своего падения 25 октября 1922 года администрация ПЗК эмитировала четыре выпуска почтовых марок.
Первый выпуск представлял собой литографскую надпечатку тёмно-синей и оранжево-красной в рамке надписи в три строки церковно-славянским шрифтом «Приам. Земскій Край» на марках ДВР. Второй — литографская надпечатка тёмно-синей краской в рамке аббревиатуры «П. З. К.» и трёх горизонтальных линий (по буквам «ДВР») на марках ДВР. Надпечатка третьего и четвёртого выпусков была аналогична первому, однако ставилась она на марках Омского правительства и Российской империи 17-го, 20-го и 21-го выпусков, соответственно.
Надпечатки производились в типографии Государственного банка во Владивостоке. Марки находились в почтовом обращении до 25 октября 1922 года.

## Выпуски Чехословацкого корпуса
Полевая почта Чехословацкого корпуса была организована 10 июля 1918 года и действовала по железнодорожной линии от Сызрани и Екатеринбурга на западе до Владивостока на востоке в период непосредственного участия корпуса в Гражданской войне. Первый выпуск полевой почты — типографская надпечатка чёрной краской по диагонали в две строки на русском языке слов «Чешскя почта» на марках Российской империи 17-го выпуска, был осуществлён в 1918 году в Челябинске. В тексте надпечатки допущена ошибка — пропущена буква «а» в слове «Чешская».
Второй выпуск — серия из 3 марок оригинального рисунка, состоялся в 1919—1920 годах. Марки были отпечатаны литографским способом на белой бумаге. Марки печатались в иркутской типографии на улице Карла Маркса (они отличаются желтоватым клеем) и во Владивостоке (эти марки с бесцветным клеем). На них были изображены следующие сюжеты: 25 копеек — урна на фоне иркутской Князе-Владимирской церкви, 50 к. — силуэт «Заамурца» — «Орлика», 1 рубль — силуэт чешского легионера с винтовкой наперевес. На марках надпись: чеш. «Československé vojsko na Rusi» («Чехословацкое войско на Руси»).
| Второй выпуск почтовых марок Чехословацкого корпуса (1920) |
| --- |
| |
| 25 копеек — урна на фоне иркутской Князе-Владимирской церкви, 50 копеек — силуэт «Заамурца» — «Орлика», 1 рубль — силуэт чешского чешского легионера (Mi #1—3; Yt #1—3) |

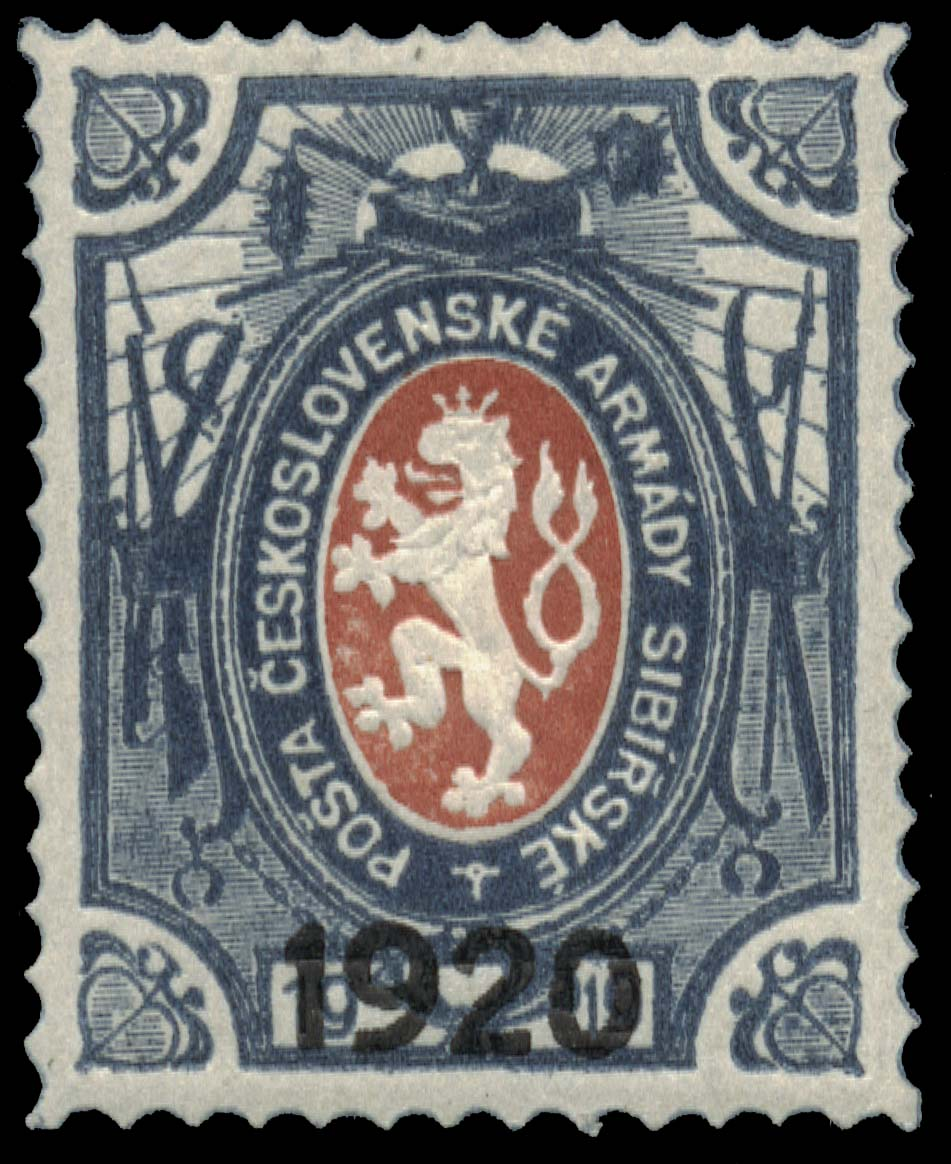
Марка Чехословацкого корпуса четвёртого выпуска, 1920

Третий выпуск был отпечатан в 1919 году двумя тиражами в пражской типографии К. Кольман. На марках в овале изображён чешский национальный герб. Номинал не указан.
В 1920 году на марках третьего выпуска была сделана надпечатка чёрной краской цифры года «1920». Это был четвёртый выпуск. В том же году на марках четвёртого выпуска была сделана надпечатка тёмно-зелёной краской цифры новой стоимости (пятый выпуск).

## Выпуск Югославского полка

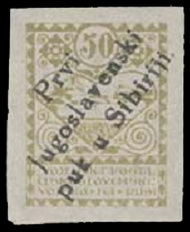
Почтовая марка Югославского полка в Сибири (1920)

Югославский полк имени Матии Губеца был образован из частей бывшей Югославянской дивизии, сформированной в 1916 году в России из перешедших на русскую сторону австро-венгерских солдат и офицеров — сербов, хорватов и словенцев. Он входил в состав Чехословацкого корпуса.
В 1920 году, после прибытия Югославского полка во Владивосток, на марках второго выпуска полевой почты Чехословацкого корпуса была сделана надпечатка чёрной краской в три строки по диагонали текста хорв. «Prvi Jugoslavenski puk u Sibiriji» («Первый Югославянский полк в Сибири»). Известны пробные надпечатки красного цвета, сделанные в очень ограниченном количестве.